# Pycnocomon rutifolium
Pycnocomon rutifolium là một loài thực vật có hoa trong họ Kim ngân. Loài này được (Vahl) Hoffmanns. & Link miêu tả khoa học đầu tiên năm 1820.